# Poon Lim

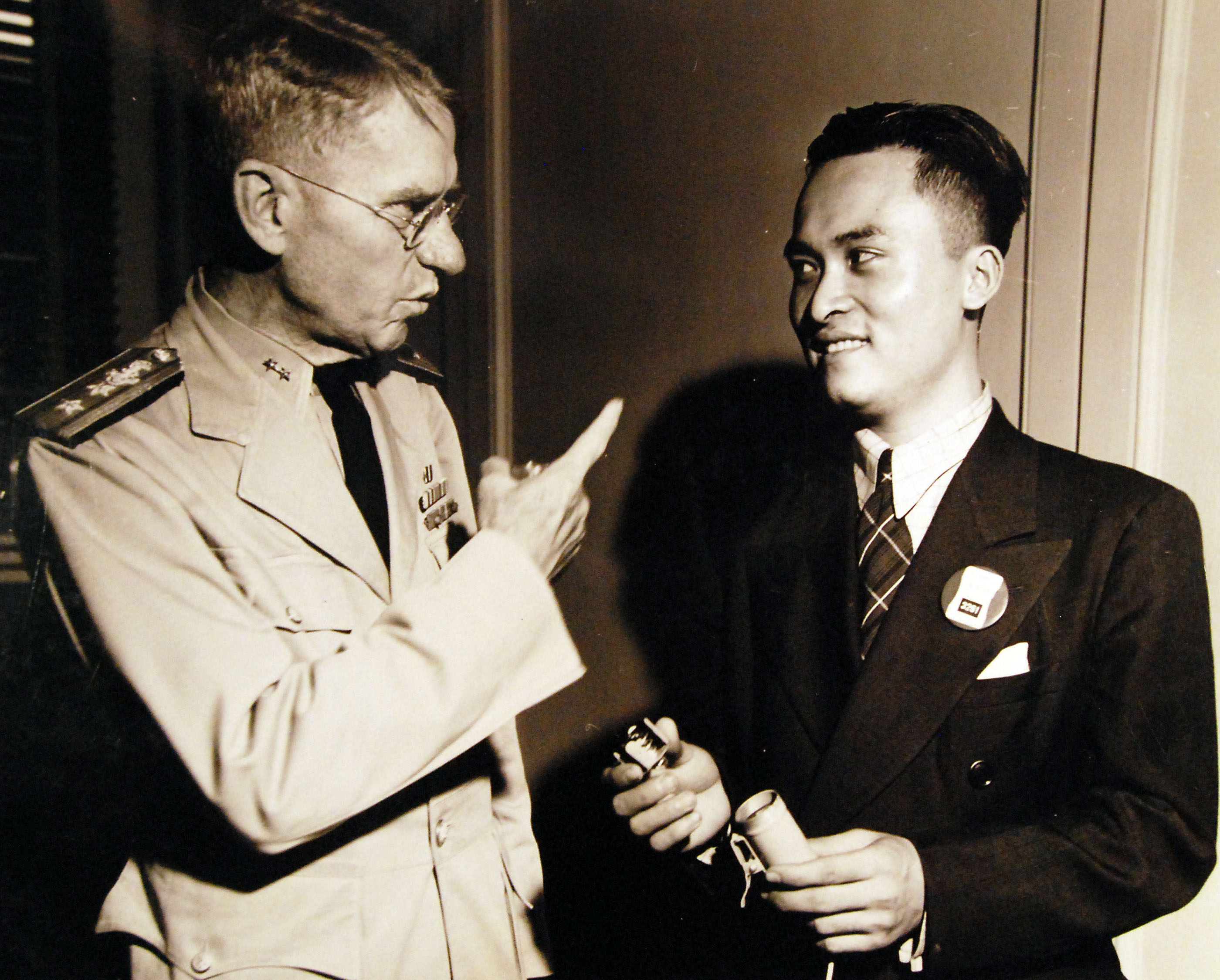
Poon Lim podczas rozmowy z admirałem Juliusem Furerem (lipiec 1943)

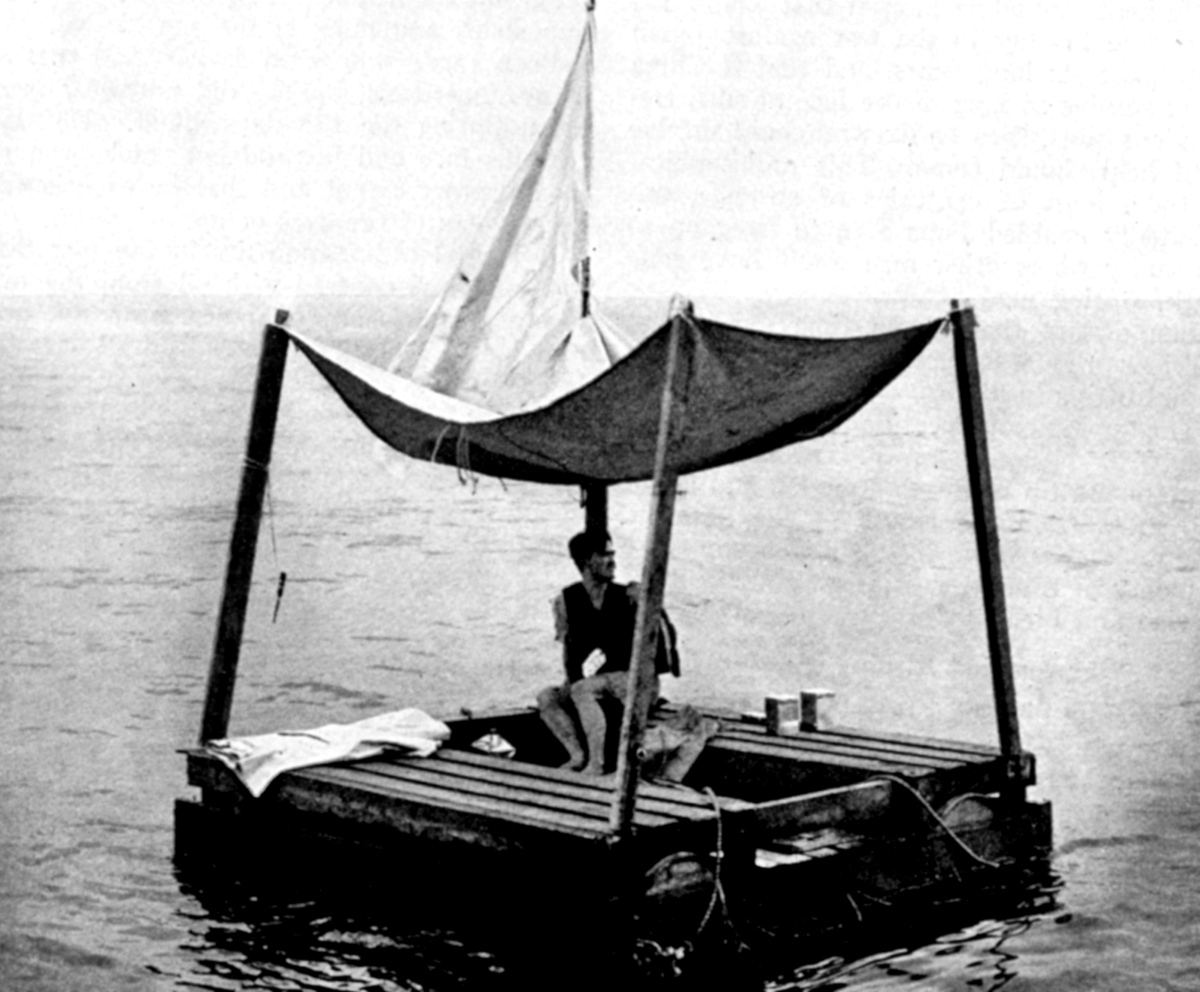
Poon Lim na tratwie (rekonstrukcja na zlecenie US Navy)

Poon Lim lub też Lim Poon (chiń. trad. 潘濂; pinyin Pān Lián ur. 8 marca 1918, zm. 4 stycznia 1991 roku) – chiński marynarz, który samotnie przetrwał 133 dni na tratwie na Południowym Atlantyku w czasie II wojny światowej.
Lim urodził się na chińskiej wyspie Hajnan, a do wybuchu wojny mieszkał w Hongkongu. W grudniu 1941 roku, obawiając się wkroczenia Japończyków, zaciągnął się do Brytyjskiej Marynarki Handlowej i pływał jako steward na statku SS „Benlomond”. Statek był uzbrojony, ale zbyt wolny by móc dorównać szybkości konwoju. W swój ostatni samotny rejs wyruszył w październiku 1942 roku z Kapsztadu do Gujany Holenderskiej.

## Rozbitek
W nocy 23 listopada 1942 roku niemiecki U-Boot U-172 wytropił i storpedował statek w odległości około 750 mil morskich na wschód od ujścia Amazonki (0°18,0′N 38°27,0′W/0,300000 -38,450000). Gdy „Benlomond” przechylił się na burtę i zaczął tonąć, Poon Lim schwycił kamizelkę ratunkową i wyskoczył za burtę tuż przed eksplozją kotłów w maszynowni. Prawdopodobnie (choć dostępne źródła nie są zgodne) z liczącej 54 osoby załogi uratował się tylko on.
Spędziwszy dwie godziny w wodzie Poon Lim odnalazł pustą tratwę ratunkową i wdrapał się na nią. Na tratwie było kilka puszek sucharów, 40-litrowy zbiornik z wodą, nieco czekolady, worek cukru w kostkach, kilka rac świetlnych, dwie świece dymne i latarka. Tratwa miała na rogach cztery maszty i zawieszony na nich brezentowy dach, a nadto pas brezentu, który mógł służyć jako chroniące przed wiatrem i falą nadburcie. Nie umiejący dobrze pływać Poon w sztormowe dni przewiązywał się w pasie liną umocowaną do tratwy.
Początkowo utrzymywał się przy życiu, zjadając zapasy i pijąc wodę ze zbiornika na tratwie, ale później zaczął łapać deszczówkę w brezentowy dach i łowić ryby. Wyjął drut z bezużytecznej latarki i zrobił zeń haczyk na ryby, a za żyłkę posłużył mu konopny sznurek. Następnie paznokciami, zębami i przy pomocy puszki po sucharach wyciągnął z drewnianego pokładu jeden z gwoździ i zrobił hak na większe ryby. Złowionych ryb nie zjadał od razu, lecz sprawiał je przy pomocy noża zrobionego z cynowej puszki, po czym suszył na lince rozciągniętej między masztami.
Pewnego razu wielki sztorm pozbawił go zapasu ryb i wody. Poon przeżył jedynie dzięki ptakowi, którego schwytał i wypił jego krew.
Dwa razy był bliski ratunku: najpierw pojawił się statek handlowy, potem eskadra amerykańskich samolotów patrolowych. Poon opowiadał później, że załoga frachtowca widziała go, ale nie uratowała dlatego, że był Chińczykiem. W rzeczywistości prawdopodobnie na statku uznano go za „przynętę” zastawioną przez nieprzyjacielski okręt podwodny. Samoloty US Navy dostrzegły go i jeden z nich zrzucił boję radiową, ale wkrótce nadciągnął sztorm, który odrzucił tratwę wiele mil dalej. Pewnego razu napotkał też niemiecki (lub włoski) okręt podwodny, który przestrzeliwał swoje karabiny maszynowe. Nieprzyjaciel nie zainteresował się samotnym rozbitkiem.
Na początku swej samotnej żeglugi liczył dni zawiązując węzły na sznurku; później zrezygnował z tej metody i zaczął liczyć pełnie Księżyca. Codziennie (gdy w okolicy nie było rekinów) opływał na uwięzi kilkakrotnie tratwę, co pozwoliło mu utrzymać niezłą kondycję fizyczną.

## Ratunek
5 kwietnia 1943 roku, po 133 dniach spędzonych na tratwie, Poon Lim dotarł wreszcie do lądu u ujścia jakiejś rzeki. Kilka dni wcześniej zorientował się, że jest blisko lądu, bo zmienił się kolor wody; przestała być, jak to na oceanie, ciemnoniebieska. Uratowali go brazylijscy rybacy, którzy w trzy dni później dostarczyli go do Belém.
W czasie swej samotnej podróży Poon Lim stracił 9 kg wagi, ale po zdjęciu z tratwy mógł chodzić bez niczyjej pomocy. Dwa dni spędził w brazylijskim szpitalu, po czym konsul brytyjski zorganizował mu powrót do Wielkiej Brytanii przez Miami i Nowy Jork, gdzie jego doświadczenia zostały odnotowane i użyte następnie do szkolenia marynarzy i lotników – ewentualnych przyszłych rozbitków.
Kiedy mówiono mu, że nikt tak długo nie przetrwał na tratwie na otwartym morzu, Poon Lim odpowiadał: „I nie życzę nikomu, by musiał pobić mój rekord”. Okazuje się, że ludzie są w stanie przetrwać dłużej zagubienie w morzu; obecnie rekord należy do trzech meksykańskich rybaków, którzy dryfowali w swej łodzi dziesięć miesięcy. Niemniej jak do tej pory nikt nie pobił samotnego rekordu Poon Lima na niewielkiej tratwie.
Król Jerzy VI odznaczył go Medalem Imperium Brytyjskiego (BEM), a pracodawca, Ben Line Steamers, podarował mu złoty zegarek. Royal Navy, podobnie jak US Navy, wykorzystała jego zapiski do szkolenia marynarzy na wypadek konieczności przetrwania po zatonięciu okrętu.

## Po wojnie
Po zakończeniu wojny Poon Lim postanowił wyemigrować do Stanów Zjednoczonych, ale kwoty imigranckie dla Chińczyków zostały wyczerpane. Jednakże ze względu na jego popularność i z poparciem senatora Warrena Magnusona, otrzymał specjalną ulgę i ostatecznie otrzymał amerykańskie obywatelstwo.
Poon zmarł w Brooklynie 4 stycznia 1991 roku.